# رمی دکامپس
رمی دکامپس (انگلیسی: Rémy Descamps؛ زادهٔ ۲۵ ژوئن ۱۹۹۶) بازیکن فوتبال اهل فرانسه است.